# (8888) Tartaglia
(8888) Tartaglia est un astéroïde de la ceinture principale.

## Description
(8888) Tartaglia est un astéroïde de la ceinture principale. Il fut découvert par Eric Walter Elst le 8 juillet 1994 à l'ESO. Il présente une orbite caractérisée par un demi-grand axe de 2,71 UA, une excentricité de 0,095 et une inclinaison de 14,1° par rapport à l'écliptique.
Il fut nommé en hommage à Niccolo Fontana Tartaglia (1499-1557), mathématicien, ingénieur et cartographe italien.

## Compléments